# ウィリアム・キプサング
ウィリアム・キプサング（William Kipsang、1977年6月26日 - ）はケニアの陸上競技選手、専門はマラソンを主とする長距離走。
キプサングは2003年のアムステルダムマラソンで優勝したほか各大会に出場を重ね、2006年のニューヨークシティマラソンで7位に入っている。ロッテルダムマラソンにはこれまでに2度出場しており、2007年大会は高温による厳しい状況下の競技を強いられたものの3位に入った。翌2008年大会ではリチャード・リモ、チャールズ・カマシらと先頭集団を形成してレースを進めたが、33kmすぎに集団を抜け出して優勝、大会記録および自己記録を更新する2時間05分49秒を記録した。
キプサングは2008年から2年間マラソン大会に出場しなかったが、2010年のソウル国際マラソンに出場して復帰、33位となっている

## 主な戦績

### 15km
- 2002年 モントファーランドラン - 優勝 44分33秒

### 10マイル
- 2005年 Dam tot Damloop - 優勝 46分04秒

### ハーフマラソン
- 2004年 エグモンドハーフマラソン - 優勝 1時間04分50秒

### マラソン
- 2003年 パリマラソン - 12位 2時間12分34秒
- 2003年 アムステルダムマラソン - 優勝 2時間06分39秒
- 2004年 ソウル国際マラソン - 2位 2時間07分43秒
- 2004年 アムステルダムマラソン - 2位 2時間08分40秒
- 2005年 ソウル国際マラソン - 優勝 2時間08分53秒
- 2005年 シカゴマラソン - 7位 2時間09分49秒
- 2006年 ソウル国際マラソン - 8位 2時間13分30秒
- 2006年 ニューヨークシティマラソン - 7位 2時間11分54秒
- 2007年 ロッテルダムマラソン - 3位 2時間11分03秒
- 2007年 ニューヨークシティマラソン - 10位 2時間15分32秒
- 2008年 ロッテルダムマラソン - 優勝 2時間05分49秒
- 2010年 シカゴマラソン - 7位 2時間16分41秒

## 記録
| 種目                       | 記録          | 日付          | 場所           |
| -------------------------- | ------------- | ------------- | -------------- |
| 10km                       | 28分11秒      | 2007年3月17日 | ハーグ         |
| 15km                       | 42分34秒      | 2007年3月17日 | ハーグ         |
| 20km                       | 57分07秒      | 2007年3月17日 | ハーグ         |
| ハーフマラソン             | 1時間00分25秒 | 2007年3月17日 | ハーグ         |
| 25km                       | 1時間14分22秒 | 2005年3月13日 | ソウル         |
| 30km                       | 1時間29分31秒 | 2005年3月13日 | ソウル         |
| マラソン                   | 2時間05分49秒 | 2008年4月13日 | フランクフルト |
| 10km・15km・20kmは途中計時 |               |               |                |